# کاکل‌پری
کاکل‌پری (نام علمی: Lophophorus) نام یک سرده از زیرخانواده قرقاولیان است.
گونه‌ها:
- کاکل‌پری هیمالیا Lophophorus impejanus
- کاکل‌پری اسکلیتر Lophophorus sclateri
- کاکل‌پری چینی Lophophorus lhuysii